# Abadía de Thelema (película)
Abadía de Thelema es una película estadounidense protagonizada por Mike Ketcher y Lynn Mastio Rice, dirigida por Vincent Jennings y producida por ATAP. Estrenada el 1 de diciembre de 2007 en Estados Unidos.

## Sinopsis
Aleister Crowley, la Bestia 666, comienza una Comuna Thelemica en Cefalú, Sicilia. Inspirada en una historia real, la película Abadía de Thelema comienza con la vida de Aleister Crowley en Nueva York, justo después de la Primera Guerra Mundial. Sin trabajo, ya que Alemania perdió la guerra, Aleister comienza a pintar y recibe críticas favorables. Uno de los modelos que pintó fue Leah Hirsig, pintado como un alma muerta. El romance evoluciona y Leah se inaugura como la Mujer Escarlata mencionada en el libro de Apocalipsis. 
Poco después, Leah descubre que está embarazada y decide salir con su hijo (de una relación anterior) hacia Suiza para visitar a su hermana. Un par de meses más tarde, corto de dinero y con grandes deudas, Aleister Crowley decide despedirse de las colonias y regresar a Inglaterra. Mientras tanto, Leah se ha reunido con una viuda de Francia de nombre Ninette Shumway que tiene un hijo de tres años y que ha estado trabajando como niñera. Desde que Leah está embarazada no puede depender de Aleister Crowley y va en busca de ayuda., le pide a Ninette que sea su niñera, Ninette acepta y Crowley se entusiasma cuando se entera de que, previendo una receta instantánea logra un romance más complejo. 
Cuando Crowley llega a Francia se tropieza con un viejo amigo, Nina Hammett, quien le advierte que mantenga su distancia y permanezca fuera de su vida. Procede entonces a reunirse con Leah, Ninette y los dos niños. En esos momentos Leah está a punto de entregarse, pero Aleister Crowley le envía a Inglaterra, mientras que Ninette y los niños van al remolque en Cefalú, Sicilia para establecer la comuna. Antes de que tengan la oportunidad de salir de Francia, Ninette y Aleister ya están teniendo relaciones sexuales. Ninette comienza a ser cada vez más posesiva con Aleister pensando que ella es la llama en la vida de él. Pero solo hay una mujer en la vida de Aleister, Mujer Escarlata, quien llega poco después del nacimiento de su hija apodada Poupee.
Leah está muy segura en su relación con Aleister, sabiendo que es sólo una Mujer Escarlata. Los celos conducen a conflictos frecuentes y peleas entre Leah y Ninette. Uno por uno, y otros se unen a la comuna, entre ellos la actriz Jane Wolfe, los escritores Mary Butts y Cecil Mailtland, la ex Base Naval CF Russell, el genio Oxford, Raoul Loveday y su esposa Betty May, y Norman Mudd. La redada de la policía de la Abadía en más de una ocasión con el jefe de la policía ha hecho correctamente el seguimiento de la situación desde el inicio, y ahora el propietario tiene el momento más difícil: el cobro de alquileres. Por último, después de un par de muertes, abortos involuntarios y la mala publicidad se mezclan con el deterioro de las relaciones entre Italia e Inglaterra, Aleister Crowley es expulsado de Sicilia.